# Bab ad-Debbagh
 (avril 2022).
La mise en forme du texte ne suit pas les recommandations de Wikipédia : il faut le « wikifier ».
Les points d'amélioration suivants sont les cas les plus fréquents. Le détail des points à revoir est peut-être précisé sur la page de discussion.
- Les titres sont pré-formatés par le logiciel. Ils ne sont ni en capitales, ni en gras.
- Le texte ne doit pas être écrit en capitales (les noms de famille non plus), ni en gras, ni en italique, ni en « petit »…
- Le gras n'est utilisé que pour surligner le titre de l'article dans l'introduction, une seule fois.
- L'italique est rarement utilisé : mots en langue étrangère, titres d'œuvres, noms de bateaux, etc.
- Les citations ne sont pas en italique mais en corps de texte normal. Elles sont entourées par des guillemets français : « et ».
- Les listes à puces sont à éviter, des paragraphes rédigés étant largement préférés. Les tableaux sont à réserver à la présentation de données structurées (résultats, etc.).
- Les appels de note de bas de page (petits chiffres en exposant, introduits par l'outil «  Source ») sont à placer entre la fin de phrase et le point final[comme ça].
- Les liens internes (vers d'autres articles de Wikipédia) sont à choisir avec parcimonie. Créez des liens vers des articles approfondissant le sujet. Les termes génériques sans rapport avec le sujet sont à éviter, ainsi que les répétitions de liens vers un même terme.
- Les liens externes sont à placer uniquement dans une section « Liens externes », à la fin de l'article. Ces liens sont à choisir avec parcimonie suivant les règles définies. Si un lien sert de source à l'article, son insertion dans le texte est à faire par les notes de bas de page.
- La présentation des références doit suivre les conventions bibliographiques. Il est recommandé d'utiliser les modèles {{Ouvrage}}, {{Chapitre}}, {{Article}}, {{Lien web}} et/ou {{Bibliographie}}. Le mode d'édition visuel peut mettre en forme automatiquement les références.
- Insérer une infobox (cadre d'informations à droite) n'est pas obligatoire pour parachever la mise en page.

Pour une aide détaillée, merci de consulter Aide:Wikification.
Si vous pensez que ces points ont été résolus, vous pouvez retirer ce bandeau et améliorer la mise en forme d'un autre article.
 (mai 2022).
Bab ad-Debbagh ou Bab Debbagh (en arabe : باب الدباغين) est l'une des principales portes orientales de la médina (ville fortifiée historique) de Marrakech, Maroc .

## Description

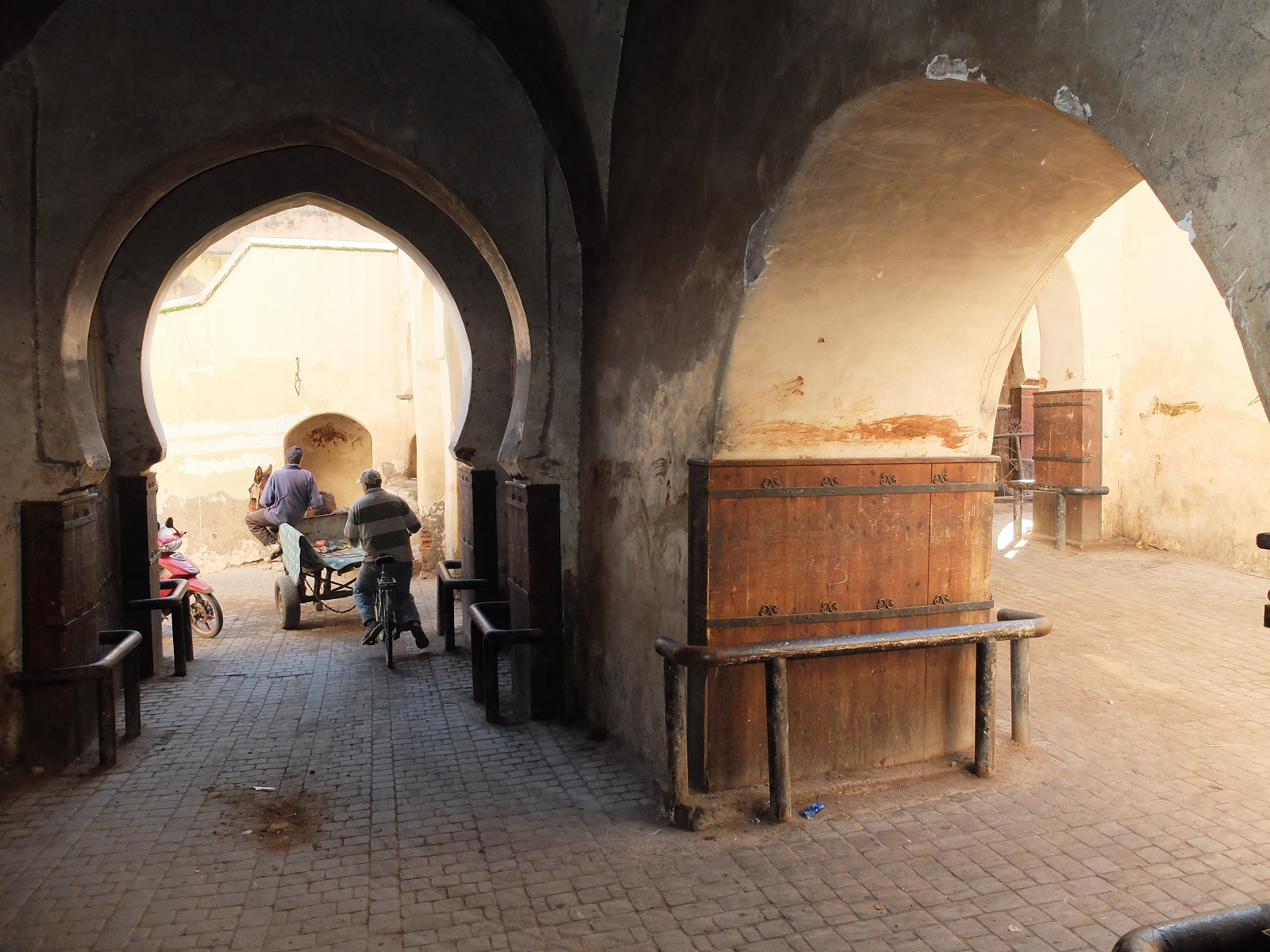
Bab Debbagh, porte orientale de Marrakech. La porte a un passage coudée et complexe; elle tourne à 90 degrés une fois, puis 180 degrés deux fois.

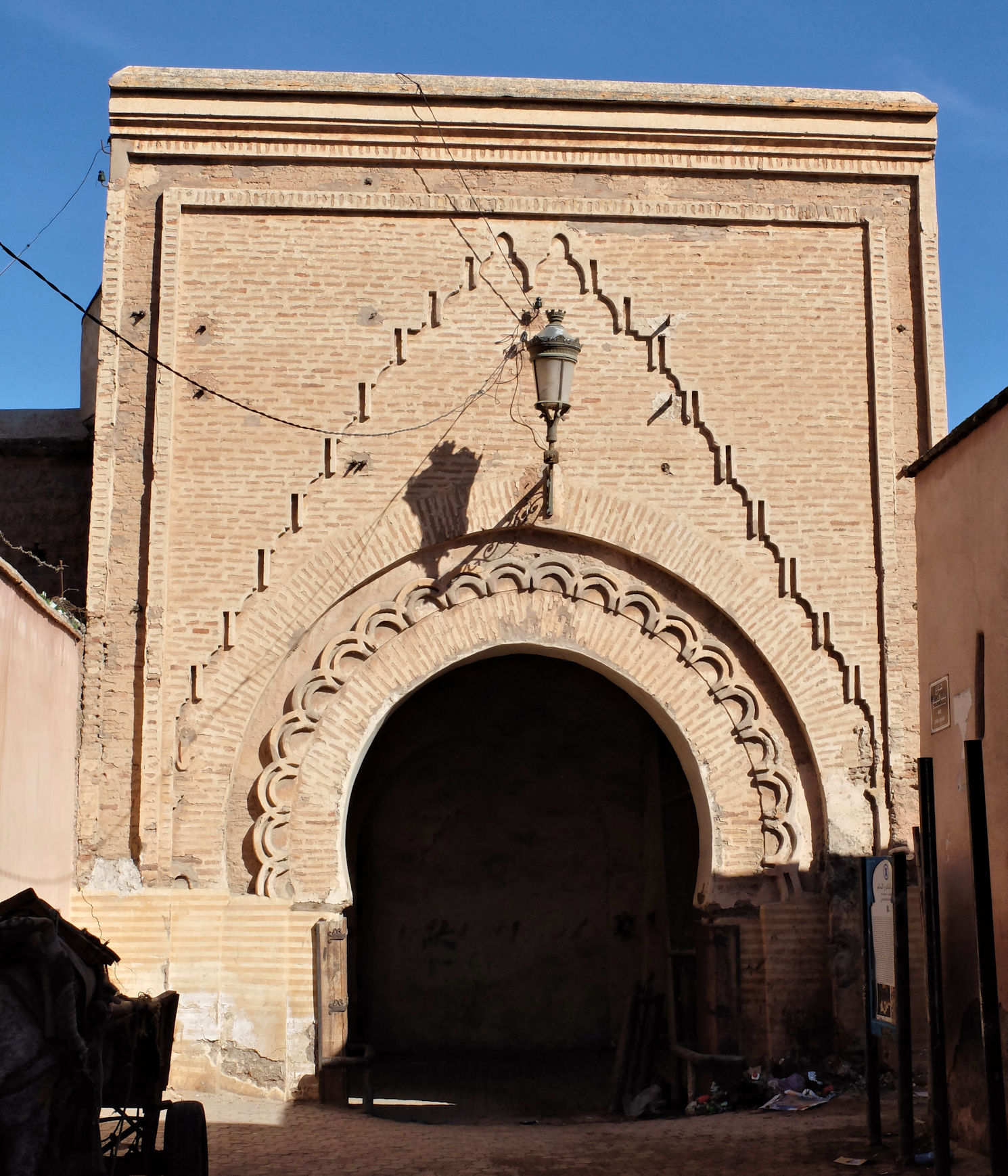
Face intérieure de Bab Debbagh, Marrakech.

C’est la porte la plus septentrionale des deux portes orientales de la médina. De toutes les portes médiévales de Marrakech, c'est la seule qui porte le nom de l'artisanat pratiqué dans le quartier alentour. Le mot Debbagh signifie tanneur. Bab Debbagh étant la Porte des Tanneurs. Elle fait référence aux tanneries voisines présentes ici depuis l'époque almoravide.
A l’intérieur de l’enceinte, plusieurs ateliers d’artisans du cuir perpétuent les traditions ancestrales, rappelant que Marrakech qu’on nommait jadis "Maroc" est à l’origine du mot maroquin.
Son origine remonte à environ 1126 EC lorsque l'émir almoravide Ali ben Youssef construit les premiers murs de la ville. 
Sa disposition est la plus compliquée de toutes les portes de la ville : son passage se courbe 5 fois, dans un chemin presque en S, passant par deux cours en plein air et une chambre allongée avec un plafond voûté. Un escalier dans le coin sud-est de la structure permet d'accéder au toit de la porte. Les érudits pensent que seule la partie centrale de la porte (la chambre voûtée) remonte à la porte almoravide d'origine et que les sections de la cour intérieure et extérieure sont ajoutées plus tard par les Almohades. À l'origine, la porte aurait eu une entrée courbée « simple » (c'est-à-dire tournant à 90 degrés une seule fois).

## Légendes
On dit que c'est la demeure d'un génie appelé Malik Gharub qui s'est révolté contre le roi. 
Une autre raconte que sept vierges ont été enterrées ici afin que les femmes désireuses d'avoir des enfants allument des bougies ici
Certains travailleurs estiment que les tanneries sont habitées par les esprits des démons. Les artisans retirent d’abord les cheveux sur les peaux. La légende voudrait que les tanneurs soient les descendants des démons qui vivaient sous le règne du roi des ombres, il les condamnait  ainsi pour manquement à ses règles.

## Représentation
Cette porte est illustrée par un tableau du peintre Edwin Weeks (1849-1903) « L'arrivée d'une caravane à l'extérieur de Marrakech, les montagnes de l'Atlas au loin », avec pour détail intéressant le décor almohade.